# Tage Jönsson
Tage Halvard Jönsson, född 10 juni 1920 i Ängelholm, död 22 augusti 2001 i Ängelholm, var en svensk gångare. Han tävlade för FK Snapphanarna.
Jönsson tävlade för Sverige vid olympiska sommarspelen 1948 i London, där han slutade på 10:e plats i herrarnas 50 kilometer gång.
Han fick 1948 motta hederstecken av Svenska Gång- och Vandrarförbundet.<